# マージョリー・ステレット戦艦基金賞
マージョリー・ステレット戦艦基金賞 (Marjorie Sterrett Battleship Fund Award) は、毎年アメリカ海軍の大西洋艦隊および太平洋艦隊の所属艦艇 各1隻に対してアメリカ海軍作戦部長によって授与される。
受賞艦は例年の戦闘効率賞競技で高得点を挙げた艦で、艦隊内で最も戦闘準備が整っていた艦が選出される。ただし、本賞は毎年受賞する艦種（航空母艦、潜水艦、揚陸艦など）を変更するため、厳密にいえば文字通りそのまま選ばれるわけではない。
賞は少額の賞金（2004年度は約500ドル）を含む。受賞艦の艦長は、賞金を艦のレクリエーション基金に入れなければならない。賞金は運動用器材、運動競技あるいは射撃競技に対する賞、娯楽室備品、ダンスパーティや同様のレクリエーション活動に用いられる。

## 歴史
マージョリー・ステレット戦艦基金は1917年にトリビューン協会によって設立された。同基金は1916年2月4日に発行されたニューヨーク・トリビューン紙に掲載された次の手紙がきっかけとなった：
| "To the Editor of the New York Tribune "Dear Sir: "I read in your paper every morning a lot about preparedness. My grandpa and my great grandpa were soldiers. If I was a boy I would be a soldier, too, but I am not, so I want to do what I can to help. Mama gives me a dime every week for helping her. I am sending you this week's dime to help build a battleship for Uncle Sam. I know a lot of other kids would give their errand money if you would start a fund. I am 13 years old, and go to Public School No. 9, Brooklyn. Truly Yours, MARJORIE STERRETT I am a true blue American and I want to see Uncle Sam prepared to lick all creation like John Paul Jones did. P.S. -Please call the battleship America." |

| "ニューヨーク・トリビューン編集長様 "拝啓： "私は毎朝あなた方の軍備に関する記事が載っている新聞を読んでいます。私のおじいちゃんもひいおじいちゃんも兵隊でした。もし私が男の子だったら私も兵隊になっていたことでしょう。でも私は女の子です。だから私は私のできることで手助けしたいと思います。ママは私にお手伝いのご褒美として毎週ダイム（訳注：10セント硬貨）をくれます。私は今週のダイムをアンクル・サムが戦艦を造る手助けになるようあなた方に贈ります。私は、あなた方が基金を始めてくれれば他の多くの子どもたちが自分のお小遣いを寄付すると考えています。私は13歳で、ブルックリン第9公立学校に通っています。 敬具 マージョリー・ステレット 私は忠実なアメリカ人です。私はジョン・ポール・ジョーンズがしたようにアンクル・サムが急いで軍備を整えるのを見たいです。 追伸 - どうか戦艦はアメリカと呼んでください。" |

手紙はアメリカ合衆国が第一次世界大戦への参戦に際して軍備を増強していた時期に書かれたものであった。この手紙は大きな反響を呼び、セオドア・ルーズベルト元大統領は直ちに手書きの返事と、寄付で応じた。数日後にルーズベルトはマンハッタンでマージョリーと面会した。トリビューン紙は全ての寄付者の名前を印刷し、国中の新聞がマージョリーの手紙を再掲載し、多くの寄付を受け取った。文法学者はマージョリーが「like」を接続詞として使用したことを非難したが、残りの多くの人々は彼女を敬愛し、十代の有名人とした。
結局、200,000枚のダイムが子どもたち、または将来生まれる孫の名を使った老人達から集まった。寄付金は海軍に送られたが、海軍長官のジョセファス・ダニエルズは海軍が寄付金を受け取ることは法的に禁じられているとして当初それを拒絶した。このため、海軍省が寄付金を受け取ることができるよう法改正が行われた。20,000ドルは1917年初めまで政府が管理した。
第二次世界大戦前には、基金からの収入は短距離戦闘訓練において高得点を挙げた砲塔内の砲撃要員、潜水艦では水雷要員に対しての賞に使用された。
第二次世界大戦後には、海軍は個々の部門の競争ではなく艦全体の戦闘準備および適合性を重視するようになった。

## 第二次世界大戦後の受賞艦リスト
第二次世界大戦後は1948年に再開された。1951年から1957年までは朝鮮戦争により中断されていた。
| 年     | 大西洋艦隊 受賞艦 | 太平洋艦隊 受賞艦 |
| ------ | --- | --- |
| 2014年 | ジョージ・H・W・ブッシュ (CVN-77) | ジョージ・ワシントン (CVN-73) |
| 2013年 | ニューヨーク (LPD-21) | ボクサー (LHD-4) |
| 2012年 | ラブーン (DDG-58) | ステザム (DDG-63) |
| 2011年 | ニューポート・ニューズ (SSN-750) | ハンプトン (SSN-767) |
| 2010年 | チヌーク (PC-9) | ペイトリオット (MCM-7) |
| 2009年 | ハリー・S・トルーマン (CVN-75) | ロナルド・レーガン (CVN-76) |
| 2008年 | キアサージ (LHD-3) | ブルー・リッジ (LCC-19) |
| 2007年 | カーニー (DDG-64) | フィッツジェラルド (DDG-62) |
| 2006年 | シーウルフ (SSN-21) | ツーソン (SSN-770) |
| 2005年 | チーフ (MCM-14) | セーフガード (ARS-50) |
| 2004年 | ハリー・S・トルーマン (CVN-75) | カール・ヴィンソン (CVN-70) |
| 2003年 | スカウト (MCM-8) | ボクサー (LHD-4) |
| 2002年 | レイテ・ガルフ (CG-55) | ミリアス (DDG-69) |
| 2001年 | ペンシルベニア (SSBN-735) (G) | サンタフェ (SSN-763) |
| 2000年 | グラップル (ARS-53) | サルヴォア (ARS-52) |
| 1999年 | ドワイト・D・アイゼンハワー (CVN-69) | コンステレーション (CV-64) |
| 1998年 | ワスプ (LHD-1) | ベロー・ウッド (LHA-3) |
| 1997年 | ノーマンディー (CG-60) | カウペンス (CG-63) |
| 1996年 | ボストン (SSN-703) | ヘンリー・M・ジャクソン (SSBN-730) |
| 1995年 | エディントン (ATS-1) | サルヴォア (ARS-52) |
| 1994年 | ジョージ・ワシントン (CVN-73) | キティホーク (CV-63) |
| 1993年 | グアム (LPH-9) | コムストック (LSD-45) |
| 1992年 | ヨークタウン (CG-48) | プリンストン (CG-59) |
| 1991年 | オクラホマシティ (SSN-723) | フロリダ (SSBN-728) |
| 1990年 | ヨセミテ (AD-19) | サミュエル・ゴンパーズ (AD-37) |
| 1989年 | フォレスタル (CV-59) | エンタープライズ (CVN-65) |
| 1988年 | インフリクト (MSO-456) | ダルース (LPD-6) |
| 1987年 | キッド (DDG-993) | フォックス (CG-33) |
| 1986年 | フィンバック (SSN-670) | プランジャー (SSN-595) |
| 1985年 | プラット (AO-186) | ロアノーク (AOR-7) |
| 1984年 | インディペンデンス (CV-62) | キティホーク (CV-63) |
| 1983年 | スピーゲル・グローヴ (LSD-32) | ダルース (LPD-6) |
| 1982年 | キング (DDG-41) | ベインブリッジ (CGN-25) |
| 1981年 | ハンマーヘッド (SSN-663) | ロサンゼルス (SSN-688) |
| 1980年 | サンディエゴ (AFS-6) | ホワイト・プレインズ (AFS-4) |
| 1979年 | ジョン・F・ケネディ (CVA-67) | ミッドウェイ (CV-41) |
| 1978年 | マニトワック (LST-1180) | ロサンゼルス (SSN-688) |
| 1977年 | ウェインライト (CG-28) | ロアーク (FF-105) |
| 1976年 | フライングフィッシュ (SSN-673) | パトリック・ヘンリー (SSBN-599) |
| 1975年 | カラマズー (AOR-6) | モラーラ (ATF-106) |
| 1974年 | ジョン・F・ケネディ (CVA-67) | オリスカニー (CVA-34) |
| 1973年 | インチョン (LPH-12) | ダーラム (LKA-114) |
| 1972年 | デュポン (DD-941) | ワッデル (DDG-24) |
| 1971年 | ダッシュ (MSO-428) | エナジー (MSO-436) |
| 1970年 | レイポン (SSN-661) | キャットフィッシュ (SS-339) |
| 1969年 | シルヴァニア (AFS-2) | クリー (ATF-84) |
| 1968年 | イントレピッド (CVS-11) | コーラル・シー (CVA-43) |
| 1967年 | シャドウェル (LSD-15) | セント・フランシス・リバー (LSMR-525) |
| 1966年 | ハリー・E・ヤーネル (CG-17) | ジョン・R・クレイグ (DD-885) |
| 1965年 | ミードゥラーク (MSC-196) | パーシステント (MSO-491) |
| 1964年 | シャーク (SSN-591) | スキャンプ (SSN-588) |
| 1963年 | ソーンバック (SS-418) | カレント (ARS-22) |
| 1962年 | レイク・シャンプレイン (CVS-39) ニューポート・ニューズ (CA-148) ジョセフ・K・タウシグ (DE-1030) エンテムドア (SS-340) アンフィオン (AR-13) グラントカウンティ (LST-1174) エクスプロイト (MSO-440) | ボノム・リシャール (CVA-31) プロビデンス (CG-6) ラパータス (DD-851) プライム (MSO-466) ポール・リビア (APA-248) アリカラ (ATF-98) サーゴ (SSN-583) |
| 1961年 | ヴァルカン (AR-5) プロテウス (AS-19) リトルロック (CLG-4) ウォレス・L・リンド (DD-703) グラント・カウンティ (LST-1174) アビリティ (MSO-519) フォレスタル (CV-59)                                  | サマーズ (DD-947) リパン (AT-85) ディオドン (SS-349) プロビデンス (CLG-6) マシューズ (AKA-96) ホイップアーウィル (AMS-207) タイコンデロガ (CV-14)  |
| 1960年 | ブランディ (DD-943) リゲル (AF-58) | サマーズ (DD-947) マウント・ベーカー (AE-4) |
| 1959年 | ランドルフ (CVS-15) | ホーネット (CVS-12) |
| 1958年 | ランキン (AKA-103) | マホニング・カウンティ (LST-914) |
| 1950年 | シーロビン (SS-407) | チャー (SS-328) |
| 1949年 | フィスク (DD-842) | ニューマン・K・ペリー (DD-883) |
| 1948年 | プロビデンス (CL-82) | ヘレナ (CA-75) |

## 参照
- OPNAVINST 3590.11E
- New York Tribune, February 4-13, 1916
- New York Times, February 11, 1916
- Wall Street Journal, January 13, 1917